# Sligo Rovers F.C.
Sligo Rovers F.C. ili kraće Sligo Rovers (irs. An Cumann Peile Ruagairí Shligigh) je profesionalni irski nogometni klub. Osnovan je 1928. godine i trenutačno nastupa u irskoj Premier ligi. Klub je jedna vrsta zadruge i u vlasništvu ga drže stanovnici Sliga. Najplodnije razdoblje kluba je bilo 1937. i 1977. godine, kada su osvojili naslov prvaka. Također su 2009. godine bili u finalu FAI kupa, no poraženi su od Sporting Fingala. Domaće utakmice igraju na stadionu Showgrounds. Boje kluba su crvena i bijela.

## Vanjske poveznice
- Službene stranice